# The Sims 3: Supernatural
The Sims 3: Supernatural è la settima espansione per il videogioco di simulazione di vita per computer The Sims 3 pubblicata in Europa il 7 settembre 2012 che, come il precedente capitolo The Sims: Magie e incantesimi, introduce la possibilità di creare: zombie, lupi mannari, streghe, vampiri, folletti e fare magie e incantesimi.

## Il Gioco
Questa espansione permette ai Sims di creare magie, incantesimi ed imbattersi in nuove creature. La novità principale di questa espansione è il soprannaturale, declinato nelle sue forme più fantasiose: streghe, zombie, fate, licantropi, vampiri.

## Quartiere
Il nuovo quartiere creato appositamente per sperimentare queste nuove abilità è Moonlight Falls ispirato alle valli del Northwest americano e dal sapore misterioso e inquietante. Vi sono alcuni lotti in stile gotico che accentuano il tono dark del gioco.

## Crea un Sim
Oltre ai Sims normali è possibile creare nuove creature speciali:
- Licantropi: sono creature all'apparenza umane ma che si trasformano in lupi in determinate circostanze, in particolare nelle notti di luna piena. Per questo motivo il ciclo lunare è fondamentale nella loro vita, così come l'abilità di Licantropia, che permetterà loro di trasformarsi solo quando necessario. I licantropi possono ululare alla luna e il loro ululato può sentirsi anche da molto lontano. Essi hanno la particolarità di avere un carattere primitivo e collerico, distruggere mobili e andare a caccia di oggetti collezionabili speciali. Quando si crea un licantropo può essere definita sia la sua forma umana che animale le cui caratteristiche possono differire dall'aspetto umano. Ad esempio, un Sims può essere magro, ma muscoloso come lupo mannaro. I lupi mannari, in particolare, sono in misura molto pelosi. Questa opzione può essere impostata indicando quanto peloso sarà il torace, la schiena e le diverse parti delle mani e dei piedi.
- Fate: sono creature dispettose, invecchiano più lentamente dei Sims normali, possono lanciare incantesimi, volare molto in alto e in alcune situazioni possono anche rimpicciolirsi. Inoltre, possiedono un'aura positiva che fa stare meglio coloro che le circondano. Quando si crea una fata è possibile scegliere e regolare il colore e la forma delle loro ali.
- Streghe: sono le uniche in grado di imparare e lanciare incantesimi e possono volare con la scopa. Possono decidere se praticare la magia bianca o la magia nera e possono far resuscitare i morti sotto forma di zombie.
- Zombie: sono esseri terrificanti e privi di cervello, che attaccano e divorano qualsiasi cosa vedano, anche i Sims. Mezzi efficaci di protezione speciale dagli zombie sono le piante e le recinzioni.
- Vampiri: sono creature della notte che si nutrono di sangue, non possono uscire di giorno, possono trasformare gli altri Sims in vampiri e invecchiano molto lentamente. A differenza dei vampiri in The Sims 3: Late Night, quelli presenti in The Sims 3: Supernatural hanno delle caratteristiche in più. Dormono in nuovi tipi di letto, possono bere succo di plasma vegetariano e preparare elisir speciali per quando escono di casa o si espongono alla luce del sole. Hanno anche nuove interazioni sociali per affascinare o spaventare i Sims e nuovi poteri ipnotici da praticare sui Sims normali che possono essere innocui e divertenti oppure benefici e utili o ancora, terrificanti e negativi. Se si ha già il gioco The Sims 3: Late Night i vampiri di questa espansione verranno "aggiornati" una volta installato The Sims 3: Supernatural.

Naturalmente creature differenti possono vivere nella stessa famiglia e avere relazioni. I bambini che nascono da due Sims soprannaturali di creature diverse hanno il 50% di probabilità di nascere come uno dei due genitori, ma non può nascere un ibrido. Un Sims o una creatura speciale possono diventare ibrido solo se vengono attaccato da uno zombie.

## Modalità Costruisci/Compra
Sono disponibili nuovi mobili e nuovi oggetti includono scope volanti, roulotte e una libreria a porta scorrevole. Vi sono anche oggetti con usi particolari, come una casetta in miniatura dove possono riposarsi le fate ed uno specchio con cui si può dialogare. La maggior parte dei nuovi oggetti introdotti in questa espansione ha come tema lo stile gotico.

## Nuove attività
- Si possono creare le pozioni.
- Si possono coltivare le piante in casa.
- Si può intraprendere la carriera di chiromante.
- Si possono far comparire i mostri sotto ai letti dei bambini.
- Si può giocare a Sasso, Carta, Forbici.